# Tumbling (ginástica)

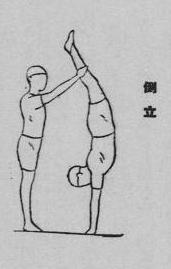
Noções básicas de cambalhota, parada de mão.

Esta disciplina requer reações dinâmicas, consciência espacial, coordenação, força e coragem. Os exercícios não ultrapassam mais que alguns segundos. Porém, requerem vários anos de preparo para se atingir a precisão dos saltos.
O ginasta ganha a velocidade e força de impulso, executando, ao longo de uma pista de 25 metros, uma série de mortais e piruetas. Os ginastas profissionais de nível sênior executam exercícios compostos por dois duplos mortais, podendo conseguir realizar três duplos mortais, com ou sem piruetas.
As séries têm uma duração entre os quatro e cinco segundos, conseguindo os ginastas realizar alguns elementos técnicos a certa altura (entre três e quatro metros).

## História
Modalidade integrante do programa olímpico em 1932 (Los Angeles), teve como primeiro campeão do mundo, o norte-americano Rolando Wolf, tendo sido o primeiro Campeonato Nacional realizado na Rússia em 1922. Nas décadas de 60 e 70 o Tumbling tinha a sua maior popularidade na Europa de Leste, tendo gradualmente ganho mais força na Europa Ocidental, Estados Unidos, Ásia e Austrália.

## Aparelho
As séries de Tumbling desenvolvem-se sobre uma pista de 25 metros de comprimento, com uma largura compreendida entre os 185 e 200 cm, terminando numa área de recepção com medidas compreendidas entre 300 x 600 x 30 cm. Dentro da área de recepção existe uma zona ótima para recepção com 200 x 300 cm.
Antes da pista de Tumbling encontra-se uma zona de corrida com um comprimento máximo de onze metros, devendo a altura ser igual à da pista de Tumbling. A pista é constituída por secções de fibra de vidro, cobertas por um rolo que permite ao ginasta correr e saltar por cima desta pista.

## Programa Técnico
- Preliminares: Série de mortais, série de piruetas;
- Finais: Duas séries livres.